# Talamello
Talamello (Talamèl in romagnolo) è un comune italiano di 1 076 abitanti della provincia di Rimini in Emilia-Romagna.
Urbanisticamente il borgo si sviluppa intorno alla  piazza che con la chiesa e il municipio occupano la posizione sommitale. L'abitato è costituito di  una parte alta che si sviluppa sulla piazza e sull'unica strada che lo attraversa e un'altra arroccata sulle ripide sponde del monte Pincio.

## Storia
Il borgo è anteriore al sec. IX. Fu roccaforte dei Malatesta nella lotta contro i Montefeltro. Nei sec. XIV-XV fu sede dei vescovi del Montefeltro.
Nel 1490 nei mulini del comune ebbe inizio la produzione della polvere da sparo che andò avanti fino alla seconda metà del XX sec.
Nel 1818 il comune viene scorporato dalla legazione di Forlì e assegnato a quella di Urbino e Pesaro. Nel 1827 conta, con Mercatino, 1 006 abitanti; gli sono annessi come appodiati Perticara, Sartiano, Secchiano, Torricella e Uffogliano con 1 582 abitanti complessivamente. Nel 1874 gli uffici comunali sono trasferiti da Talamello a Mercatino.  
Nel 1910 Mercatino Marecchia (che prenderà poi il nome di Novafeltria)  viene eretto a comune autonomo, incorporando parte del territorio del comune di Talamello.
Il comune è appartenuto alle Marche (Pesaro e provincia di Pesaro e Urbino) dall'unità d'Italia fino al 2009, quando ne è stato distaccato congiuntamente ad altri sei comuni dell'Alta Valmarecchia in attuazione dell'esito di un referendum svolto nel 2006.

## Monumenti e luoghi d'interesse
- Palazzo Vescovile
- Celletta affrescata da Antonio Alberti da Ferrara su richiesta del vescovo Giovanni Seclani nel 1437
- Teatro Amintore Galli, intitolato all'autore dell'Inno dei lavoratori, che qui nacque nel 1845.
- Museo-pinacoteca Gualtieri "Lo splendore del reale" che riunisce più di 40 quadri del pittore Fernando Gualtieri.

## Società

### Evoluzione demografica
Abitanti censiti

## Amministrazione

Il gonfalone comunale

Di seguito è presentata una tabella relativa alle amministrazioni che si sono succedute in questo comune.
| Periodo        | Periodo        | Primo cittadino   | Partito                                                        | Carica  | Note   |
| -------------- | -------------- | ----------------- | -------------------------------------------------------------- | ------- | ------ |
| 24 luglio 1985 | 24 giugno 1990 | Antonio Monti     | Partito Comunista Italiano                                     | Sindaco | [ 10 ] |
| 24 giugno 1990 | 24 aprile 1995 | Antonio Monti     | Partito Democratico della Sinistra, Partito Comunista Italiano | Sindaco | [ 10 ] |
| 24 aprile 1995 | 14 giugno 1999 | Primo Alessi      | Partito Democratico della Sinistra                             | Sindaco | [ 10 ] |
| 14 giugno 1999 | 14 giugno 2004 | Primo Alessi      | centro                                                         | Sindaco | [ 10 ] |
| 14 giugno 2004 | 8 giugno 2009  | Rolando Rossi     | centro-sinistra                                                | Sindaco | [ 10 ] |
| 8 giugno 2009  | 26 maggio 2014 | Francesca Ugolini | lista civica                                                   | Sindaco | [ 10 ] |
| 26 maggio 2014 | 27 maggio 2019 | Francesca Ugolini | lista civica Per Talamello                                     | Sindaco | [ 10 ] |
| 27 maggio 2019 | 9 giugno 2024  | Pasquale Novelli  | lista civica Tutti insieme per Talamello                       | Sindaco | [ 10 ] |